# Elias Sehlstedt

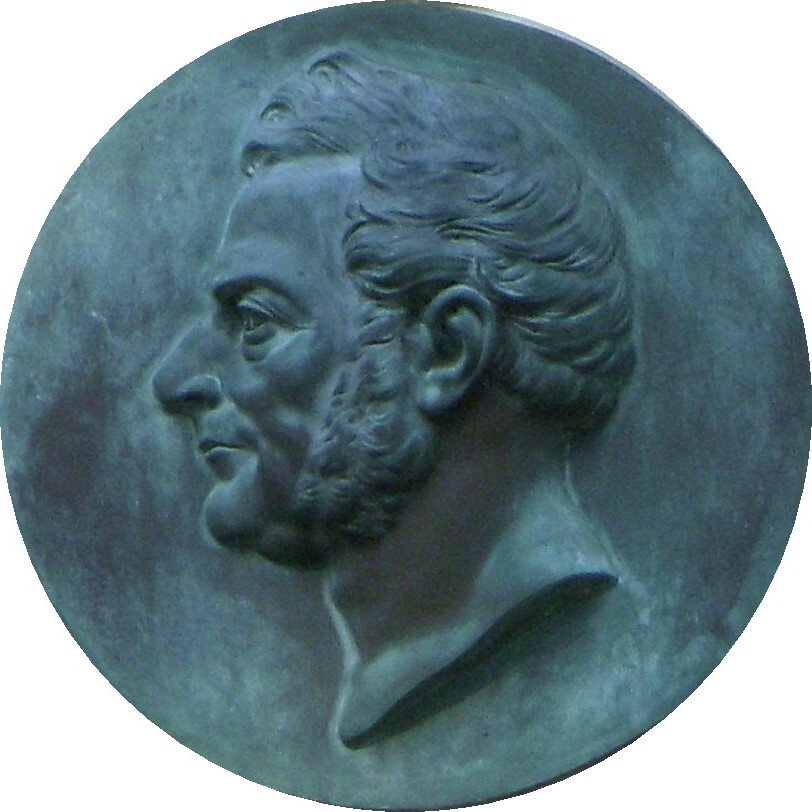
Elias Sehlstedt, medaljong på bostadshuset, Djurgården.

Elias Sehlstedt, född 8 december 1808 i Härnösand, död 22 juni 1874 i Stockholm, var en svensk lyriker. 

## Biografi

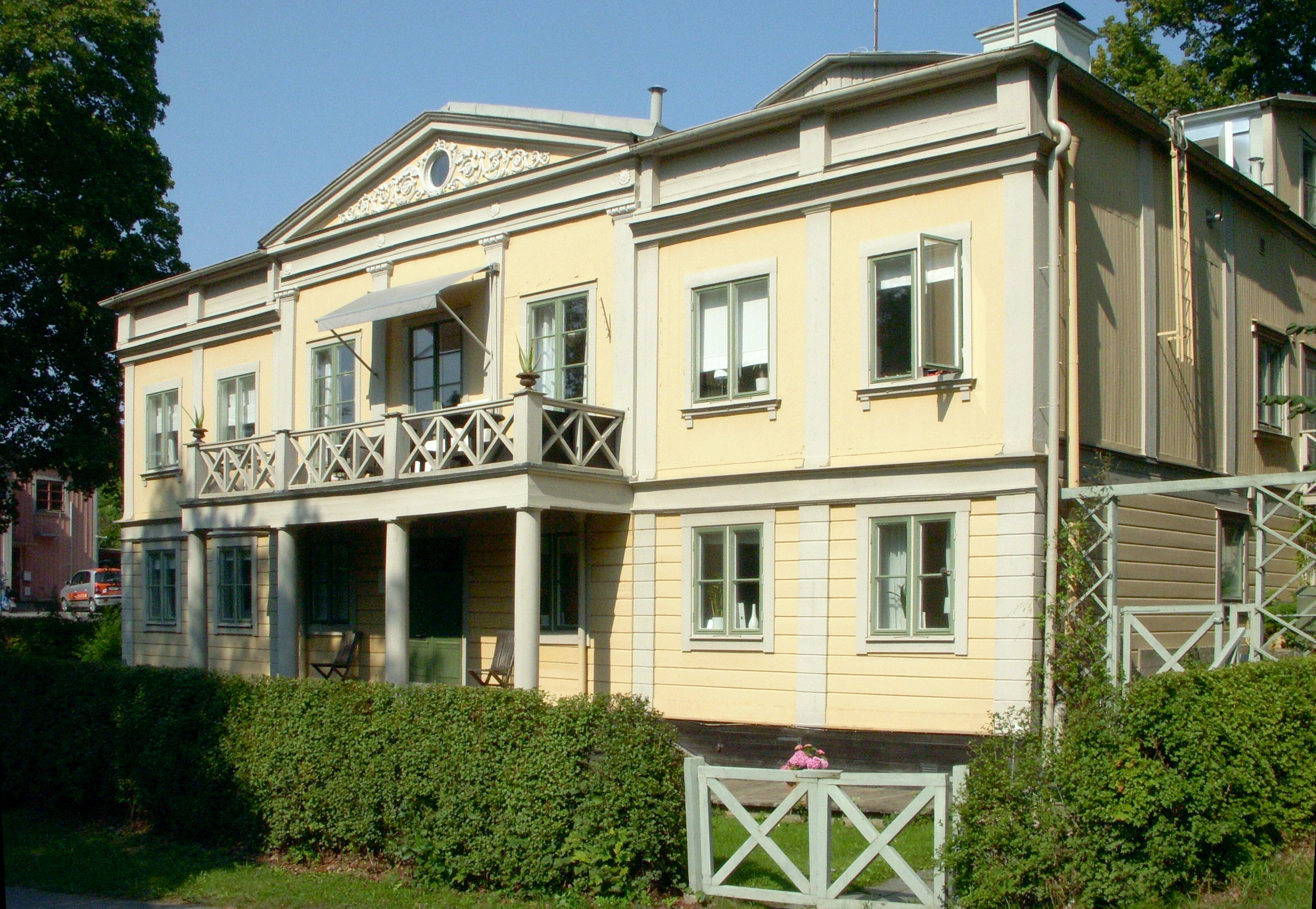
Elias Sehlstedts första hem Villa Diorama på Sollidsbacken, Djurgården, Stockholm.

Hans föräldrar var handlande Abraham Sehlstedt och Märta Lisa Dahlström."Sehlstedts poetiska gåfvor började bli bekanta redan under hans gymnasisttid och en skämtsam utgjutelse av hans hand från denna tid befordrades till trycket, nämligen Byxorna, vilket gavs ut som en broschyr på 14 sidor 1832. 
Efter gymnasiet kom Sehlstedt 1829 till Uppsala som juridikstuderande (vilket han av ekonomiska skäl fick avbryta en tid efter faderns död), men under denna tid "hade han låtit den 'poetiske spindeln', d. v. s. pennan väfva sina långa eller korta trådar öfver papperet, och Upsala-Korrespondentens utgifvare, Emanuel Bruzelius, hade funnit dem vara af det goda slaget och låtit dem se ljuset i sitt blad. Ett helt dussin poem af -dt infördes der under loppet af 1832 ... och de flesta av dessa stycken intogos af författaren i ett litet samma år i Stockholm utgifvet dikthäfte, Norrlandsblommor af -dt." Efter de avbrutna studierna arbetade Sehlstedt några år som informator, bl. a. hos cynikern J. J. von Scheven på Siggesta, vilket han uttrycker sina erfarenheter av i dikten Hvad är en informator?, innan han 1836 började på Tullverket.
Under en vistelse på Kummelnäs i Velamsund träffade Elias sin blivande hustru Anna Ulrika Augusta Ekman. De vigdes på Augustas 30-årsdag den 28 augusti 1843 i Hedvig Eleonora i Stockholm. Paret fick två barn, Fanny Ulrika Elisabet och Gustaf Helmer August.
Sehlstedt arbetade mellan åren 1852 och 1869 som tullinspektor vid Sandhamn utanför Stockholm. Innan han kom till Sandhamn var han från år 1836 stationerad vid tullen i Mem och Hornstull. Under sina år i Sandhamn skildrade han skärgården med den egna upplevelsens skärpa och ofta hade hans verk en satirisk underton. I samband med att han skulle lämna sin tjänst på Sandhamn fattades beslutet att dra in den optiska telegrafen på Telegrafholmen och Elias nedtecknade då följande:
| ” | Du telegraf! Din tjenst till slut För mycket optisk var. Du, liksom jag, har sjungit ut, Det längre sig ej bar. | „ |

Sina sista fem år tillbringade Sehlstedt i det forna Franska värdshuset på Djurgården i Stockholm. Han är begravd på Norra begravningsplatsen i Stockholm.

## Konstnären

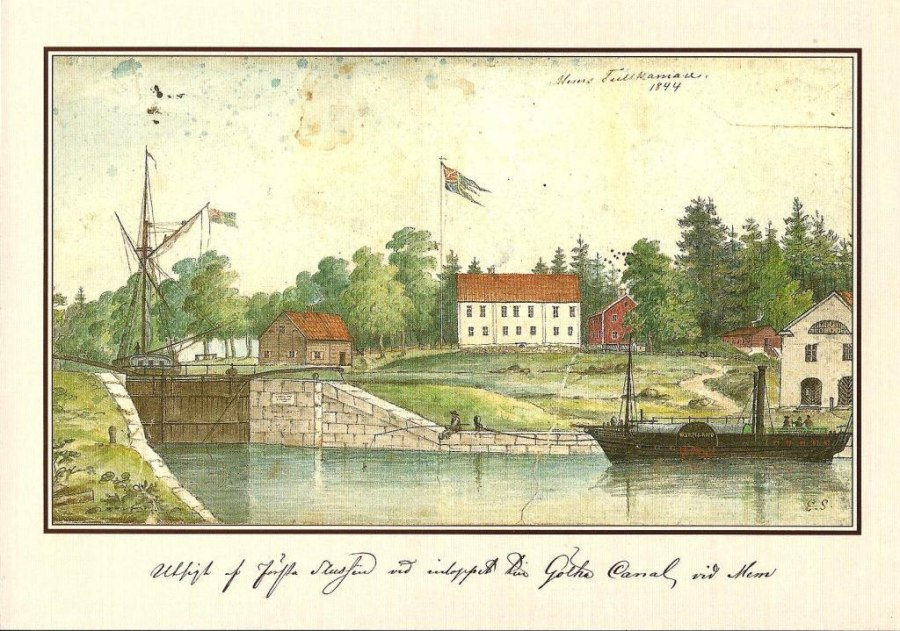
Utsikt af första slussen vid inloppet till Göta Kanal vid Mem, akvarell från Mems tullkammare 1844 signerad E. S.

Elias Sehlstedt var även konstnär och målade gärna i olja. Många gästande sjöfarare blev ägare av en tavla målad från tullhuset i Sandhamn till ett pris av 50 rdr. I Auktionskamrarna säljs de idag för flera tusen kronor. Sehlstedt är representerad vid Nordiska museet. 

## August Strindberg möter Elias Sehlstedt
I Huruledes jag fann Sehlstedt från 1874 skildrar August Strindberg en sommarsegling med tulljakt från Dalarö till Sandhamn och ger en mycket sympatisk bild av den lite skygge och åldrade Sehlstedt. Strindberg som kom till Sandhamn i 20-årsåldern, några sommardagar 1869 och 1870, återvände hösten 1873 för att utbilda sig till telegrafist och blev då nära vän med Ossian Ekbohrn som var Sehlstedts efterträdare som tullinspektor.

## Carl Larsson illustrerar Elias Sehlstedt

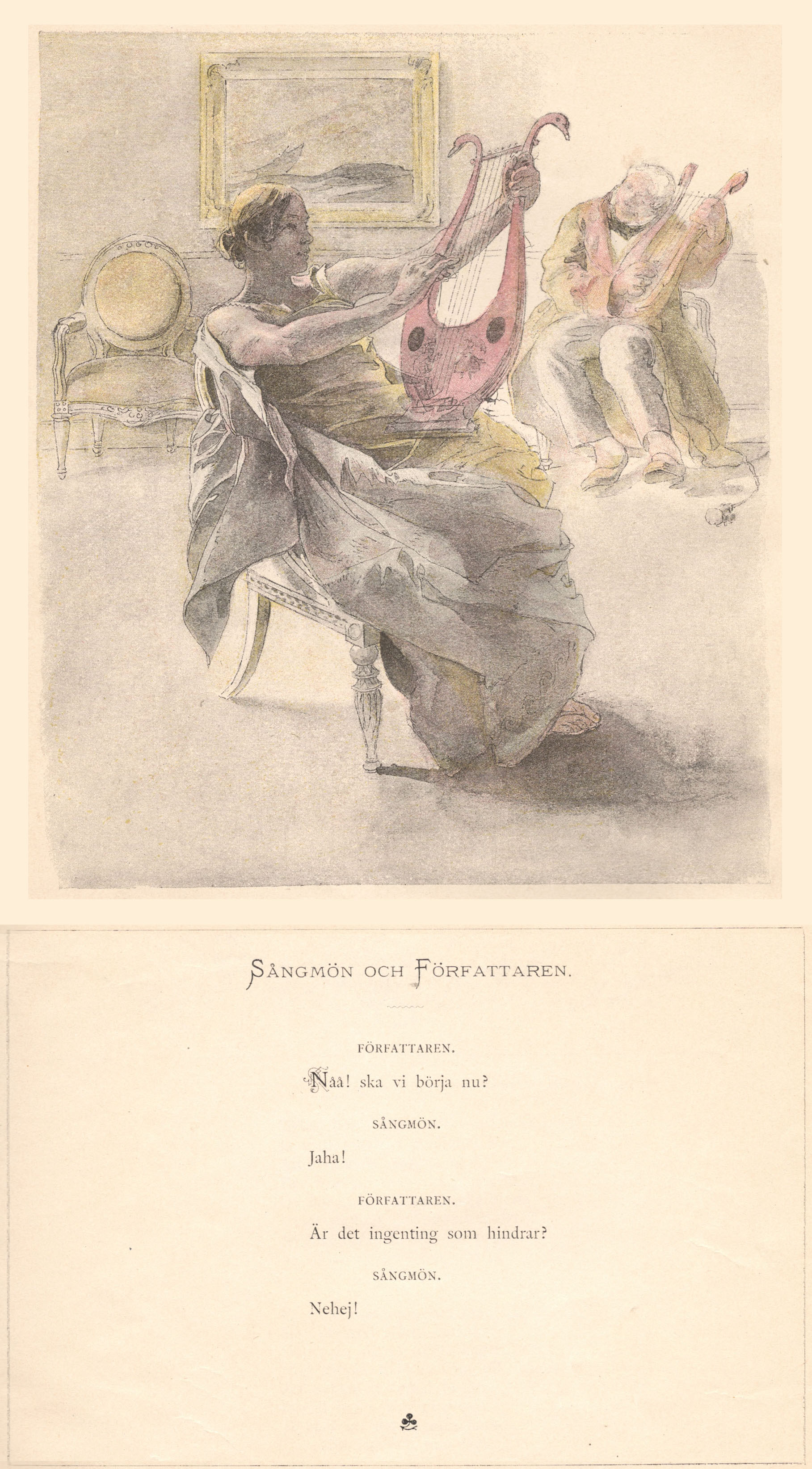
Sångmön och Författaren. Illustration av Carl Larsson till Carl Snoilskys urval av Elias Sehlstedts Sånger och Visor 1892/1893.

Carl Larsson kom till Sandhamn 1890 för att göra illustrationer till Carl Snoilskys urval av Elias Sehlstedts Sånger och Visor som utkom två år senare med Snoilskys introduktion av författaren.

### Originalutgåvor
- Byxorna : saga, till den moderna verldens skräddare. Stockholm. 1832. Libris 10149937. https://stockholmskallan.stockholm.se/post/19428 - Fulltext: Projekt Runeberg och Wikisource.
- Den moderne krigaren. Stockholm. 1832. Libris 10287057. http://sv.wikisource.org/wiki/Den_moderne_Krigaren. - Fulltext: Projekt Runeberg.
- Norrlands-Blommor. Stockholm. 1832. Libris 10287058. http://sv.wikisource.org/wiki/Norrlands-Blommor - Fulltext: Projekt Runeberg.
- Knäppar på lyran. Stockholm: Rylander. 1844. Libris 1902328. https://stockholmskallan.stockholm.se/post/19487 - Fulltext: Projekt Runeberg och Wikisource.
- Småplock på vers. Stockholm. 1850. Libris 2758369. http://sv.wikisource.org/wiki/Småplock_på_vers
- Sång till norrländningens hemlängtan. Stockholm. 1851, i Aftonbladet 1833. Libris 10287063. http://sv.wikisource.org/wiki/Sång_till_norrländningens_hemlängtan
- Fiskmåsen : poetisk vårkalender för 1853. Stockholm. 1853. Libris 1561257. https://sv.wikisource.org/wiki/Fiskm%C3%A5sen - Fulltext: Projekt Runeberg, jfr. Göteborgs Universitetsbibliotek.
- Fyrbåken : poetisk kalender för 1855. Stockholm: Bonnier. 1854. Libris 10287053. https://gupea.ub.gu.se/handle/2077/34099
- Utkiken : poetisk kalender för 1857. Stockholm: Brudin. 1857. Libris 9343716. http://litteraturbanken.se/#!/forfattare/SehlstedtE/titlar/Utkiken/info
- Telegrafen : optisk kalender för 1858. Stockholm: Brudin. 1857. Libris 10287087. http://sv.wikisource.org/wiki/Telegrafen - En faksimilupplaga utkom 1985. - Fulltext: Litteraturbanken och Projekt Runeberg

### Medverkan i tidskrifter och kalendrar
- Nornan : svensk kalender. Stockholm: Skoglund. Libris 2110519. https://runeberg.org/sehlnornan/
- Ny illustrerad tidning. Stockholm: Ny illustrerad tidning. Libris 292579. https://runeberg.org/sehlniltid/
- Svea : folk-kalender. Stockholm: Bonnier. Libris 2105141. https://runeberg.org/sehlsvea/

### Samlingar och urval
- Samlade sånger och visor: gammalt och nytt. Stockholm: Bonnier. 1861-1876. Libris 380436 - Utkom i tre ytterligare upplagor 1863-1896.
  -  Del 1. 1861. Libris 380443
  -  Del 2. 1862. Libris 380437
  -  Del 3. 1867. Libris 380444
  -  [Del] 4, Ännu ett häfte!. 1871. Libris 380445
  -  Del 5, Med porträtt samt lefvnadsteckning. 1876. Libris 380442 - Levnadsteckning av Arvid Ahnfelt.
- Elias Sehlstedts sånger och visor / i urval utgifna af Carl Snoilsky ; illustrerade af Carl Larsson. Stockholm: Bonnier. 1893. Libris 1642921. https://web.archive.org/web/20150318190346/https://runeberg.org/esesaovi//
- Sånger och visor i urval. Stockholm: Bonnier. 1927. Libris 29121
- Femton dikter / med åtta originaletsningar av Nils Möller ; inledning av Bo Grandien. Stockholm: Artemis. 1953. Libris 1447154
- Dikter och prosa / i urval av Maj Flodquist ; förord: Bo Grandien ; omslag och teckningar: Björn Lindroth. Stockholm: Wahlström & Widstrand. 1961. Libris 905096
- Valda dikter / Gunnar Wennerberg & Elias Sehlstedt. Stockholm. 1966. Libris 2114075

## Källor

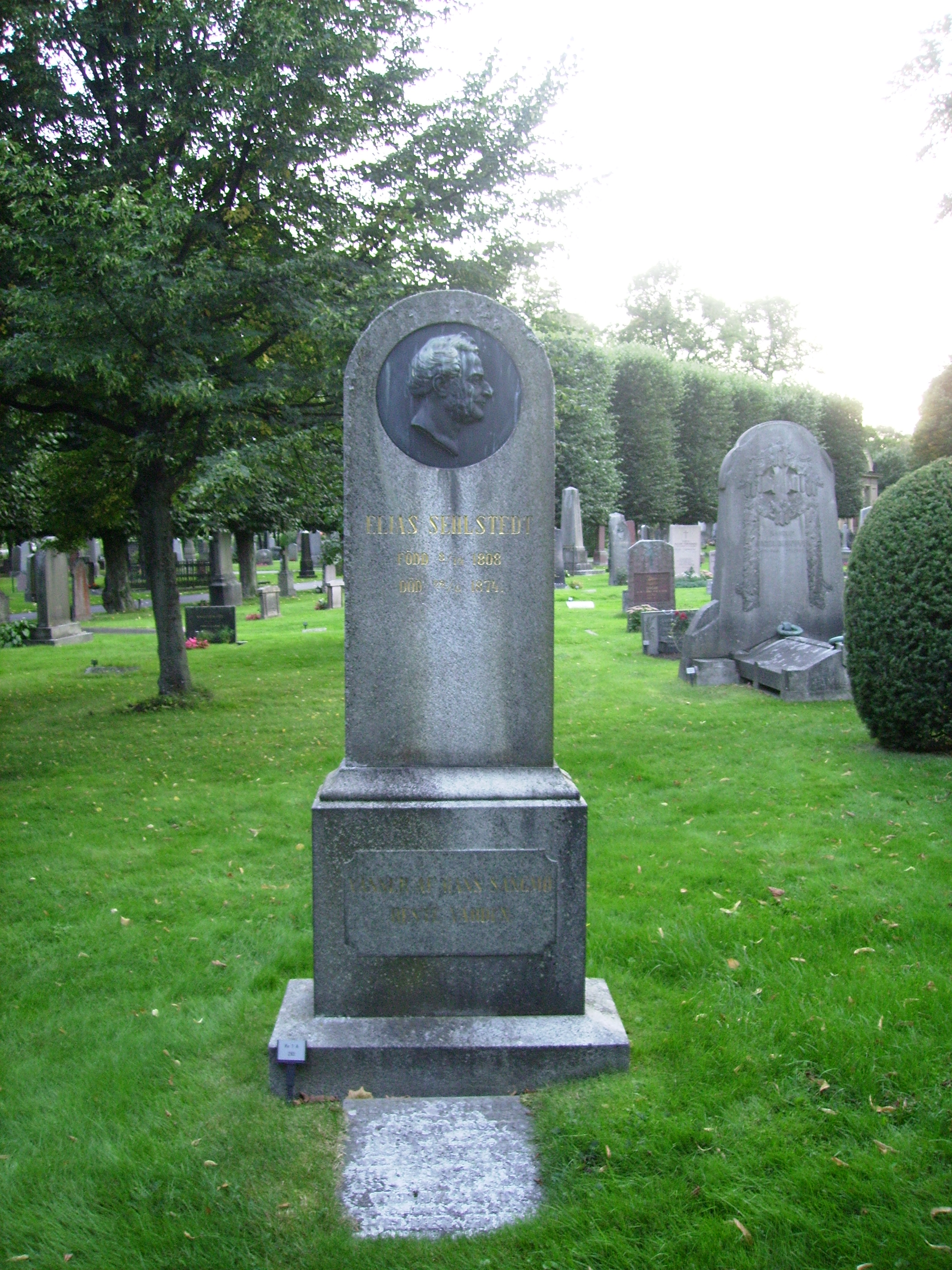
Elias Sehlstedts gravvård på Norra begravningsplatsen i Stockholm.